# Jernbanetilsynet
Jernbanetilsynet blev oprettet ved Lov om jernbanesikkerhed 1996 pr. 1. august 1996 som statens jernbanesikkerhedsmyndighed og nedlagt ved deling til Havarikommissionen og Trafikstyrelsen pr. 30. juni 2004 ved Lov om Jernbane.
Direktør var i hele perioden Flemming Lund, der kom fra jobbet som sikkerhedschef ved DSB.
Jernbanetilsynets ansvarsområde omfattede alle virksomheder, der udførte jernbanetrafik (jernbaneoperatører) samt alle virksomheder der anlagde, vedligeholdt og drev jernbaneinfrastruktur (jernbaneinfrastrukturforvaltere).
Jernbanetilsynet havde fire hovedopgaver:
- at udstede regler
- at foretage godkendelser
- at føre tilsyn
- at undersøge jernbaneulykker og –hændelser